# Элено де Сеспедес
Элено де Сеспедес (исп. Eleno de Céspedes), также известный как Елена де Сеспедес (исп. Elena de Céspedes) (1545 год; Алама-де-Гранада, Андалусия, Испания —?, Толедо, Кастилия-Ла-Манча, Испания) — испанский хирург, который вступил в брак с мужчиной, а затем с женщиной, и был осужден испанской инквизицией. Сеспедес вероятно был либо интерсекс-человеком, либо трансгендерным человеком, и, в зависимости от того, как интерпретировать пол Сеспедеса, может считаться первой женщиной-хирургом в Испании и, возможно, в Европе. Сам он о себе всегда говорил в мужском роде.

## Ранняя жизнь, первый брак и путешествия
Элено де Сеспедес родился примерно в 1545 году в Алама-де-Гранада в Андалусии в Испании у чернокожей рабыни-мусульманки по имени Франциска де Медина (исп. Francisca de Medina) и свободного христианина, кастильского крестьянина по имени Перо Эрнандес (исп. Pero Hernández). Будучи рождённым в рабстве, Элено был клеймен, получив клеймо мулата на щеках, но был освобожден в детстве и взял фамилию жены бывшего хозяина и в возрасте пятнадцати или шестнадцати лет вышел замуж за каменщика по имени Кристобаль Ломбардо (исп. Cristóbal Lombardo). Через несколько месяцев, в то время как Сеспедес был беремен, Ломбардо ушел из-за их ссор. По словам Сеспедеса, Ломбардо умер некоторое время спустя.
Сеспедес сказал, что во время родов стало очевидно, что он является интерсекс-человеком, и после родов Сеспедес оставил мальчика (названного Кристобаль в честь своего отца) с другом и начал странствовать по Испании, берясь за любую работу, например, в качестве портного. После драки, во время которой Сеспедес зарезал сутенера (и некоторое время находился в тюрьме), он начал носить мужскую одежду вместо женской, использовать мужское имя Элено и открыто ухаживать за женщинами.
После чего Сеспедес стал работать батраком и пастухом, но знакомый сообщил о нём коррехидору, который арестовал его, и освободил только при условии, что Сеспедес станет одеваться в женскую одежду. Однако вместо этого Элено стал солдатом и участвовал в подавлении Альпухарского восстания. Затем Сеспедес купил несколько книг по хирургия и медицине, и с их помощью, а также с помощью своего друга валенсийского хирурга, выучился на хирурга в Мадриде.

## Второй брак, арест и суд
В декабре 1584 года Сеспедес и женщина по имени Мария дель Каньо (исп. María del Caño), отец которой был ремесленником, подали заявление о вступлении в брак. Поскольку у Сеспедеса не было волос на лице, викарий Мадрида Хуан Баптиста Нерони (англ. Juan Baptista Neroni) спросил, был ли Сеспедес евнухом; по просьбе Сеспедеса или Нерони четверо мужчин, среди которых был врач, обследовали Сеспедеса в Епесе и подтвердили, что у него мужские гениталии, и он не евнух, после чего Элено и Мария получили разрешение на брак.
Однако после объявления Запретов двое горожан сказали священнику, что Сеспедес был «и мужчиной и женщиной» с гениталиями обоих полов; священник отказался совершить бракосочетание, и Нерони постановил, что нужно провести второе обследование, которое, 17 февраля 1586 года, должны были провести Франсиско Диас (врач Филиппа II и известный уролог) и мадридский врач Антонио Мантилла. Они сообщили, что у Сеспедеса были нормальные половой член и яички, а также складка и отверстие между ними и анусом (что могло указывать на влагалище). В 1586 году, когда Сеспедесу было сорок, а Каньо — двадцать четыре, пара наконец поженились; они жили вместе в Епесе в окрестностях Толедо, Испания, в течение года.
В июне 1587 году по жалобе соседа пара была арестована по обвинению в «содомии» и заключена в муниципальную тюрьму в Оканье, Испания. 4 июля 1587 года судебный исполнитель официально обвинил Сеспедеса помимо содомии в том, что он притворялся мужчиной, использовал колдовство, чтобы предстать мужчиной перед предыдущими судебно-медицинскими экспертами, был трансвеститом и, женившись на женщине, насмехался над святостью брака. Сеспедес утверждал, что, поскольку у него был пенис, когда он женился на Каньо, брак был законным. Судебный пристав попросил генерального викария сурово наказать пару; наказанием за женскую гомосексуальность была смерть. Однако толедский трибунал испанской инквизиции приказал светским и епископальным властям передать дело им, поскольку обвинение в колдовстве находилось в юрисдикции инквизиции; поэтому пара была переведена в тюрьму инквизиции в Толедо.
Инквизиторы сосредоточились на утверждении Сеспедеса, что он, говоря языком того времени, был гермафродитом; Сеспедес утверждал, что это состояние делает оба брака законными, поскольку он был женщиной во время первого брака и когда у него был половой акт с мужчиной, и только после того, как у него появился мужской орган, когда он родил, он стал вступать в половую связь с женщинами и женился на Каньо; он утверждал, что это его естественное состояние и следовательно обвинения в колдовстве и помощи дьявола в том, что он выглядел то как мужчина, то женщина, необоснованны. Он сказал, что подобный пенису орган впервые появился у него после родов и при возбуждении наполнился кровью, а в противном случае втягивался внутрь тела. Он сказал, что изначально этот орган был закрыт кожей, но хирург смог успешно разрезать эту кожу.
После этого, по его словам, он мочился через пенис и обычно эякулировал, и назвал имена предыдущих партнеров, которые могли подтвердить его пол; несколько врачей, любовницы, и друзья-мужчины свидетельствовали, что Сеспедес мужчина. В свою очередь, акушерки, которые исследовали с помощью свечи и пальцев Сеспедеса и проникли в его влагалище, обнаружили его настолько плотным и устойчивым к проникновению, что они пришли к выводу, что Сеспедес была не только женщиной, но и девственницей. Отсутствие видимых доказательств наличия пениса во время расследования, Элено объяснил тем, что в результате травмы при езде его пенис был поврежден и ампутирован незадолго до заключения. Инквизиция также приказала Франсиско Диасу провести повторное обследование; на этот раз Диас обнаружил только женские гениталии, но утверждал, что видел мужские гениталии во время своего более раннего обследования.
Отмечается, что многие физические признаки, на которые обращали внимание инквизиторы, были расовыми; например то, что у Сеспедеса не было растительности на лице и были проколоты уши, как у кастильской женщины, могло быть следствием того, что он был мулат и потому что рабы часто прокалывали себе уши. Инквизиторы также утверждали, что Каньо должна была замечать, когда у Сеспедеса начинались менструации, что, по словам Сеспедеса, с ним происходило, хоть и нерегулярно; Каньо сказала, что когда у Сеспедеса была кровь на ночной рубашке, он говорил ей, что это было из-за кровотечения (геморроя или ран), вызванного верховой ездой.

## Вердикт и приговор
Судмедэксперты в Толедо заявили, что Сеспедес всегда была женщиной, но трибунал отказался выносить решение по «юридически грязным» обвинениям, выдвинутым прокурором, таким как содомия или колдовство, и признал Сеспедеса виновным только в двоеженстве, за то, что тот не задокументировал должным образом смерть Ломбардо до женитьбы на Каньо. Он вынес стандартный приговор, выносимый мужчинам-двоеженцам того времени: 200 ударов плетью и десять лет заключения. Сеспедес также подвергся публичному унижению, аутодафе. А Каньо трибунал оправдал и освободил.
Из-за его медицинских навыков Сеспедесу было приказано провести свой десятилетний срок, заботясь о бедных в государственной больнице, первоначально в больнице дель Рей в Толедо. Тем не менее, многие люди приходили посмотреть и быть вылеченными теперь хорошо известным Сеспедесом, поэтому 23 февраля 1589 года администратор попросил перевести Сеспедеса в более отдаленное учреждение, заявив, что его присутствие вызывает «раздражение и смущение».

## Пол, гендер и ориентация
В различных исторических и медицинских исследованиях случая Сеспедеса предпринимались попытки классифицировать его как интерсекс-человека, транс-мужчину, чьи заявления о том, что он «гермафродит», были попытками объяснить его гендерную дисфорию, за неимением иных подходящих терминов на тот момент, мужчину с гипоспадией, лесбиянку (которая, возможно, стала одеваться в мужскую одежду, чтобы обрести большую социальную свободу) или как небинарного человека. Большая часть информации о Сеспедесе получена из судебного процесса и свидетельских показаний во время его проведения. Если Сеспедес был женщиной, то это была первой известная женщина-хирург в Испании и, возможно, Европе.
Во время судебного разбирательства писцы-инквизиторы непоследовательно использовали местоимения мужского и женского рода по отношению к Сеспедесу, в то время как в своих собственных показаниях он всегда говорил о себе в мужском роде.